# Navelstrengader

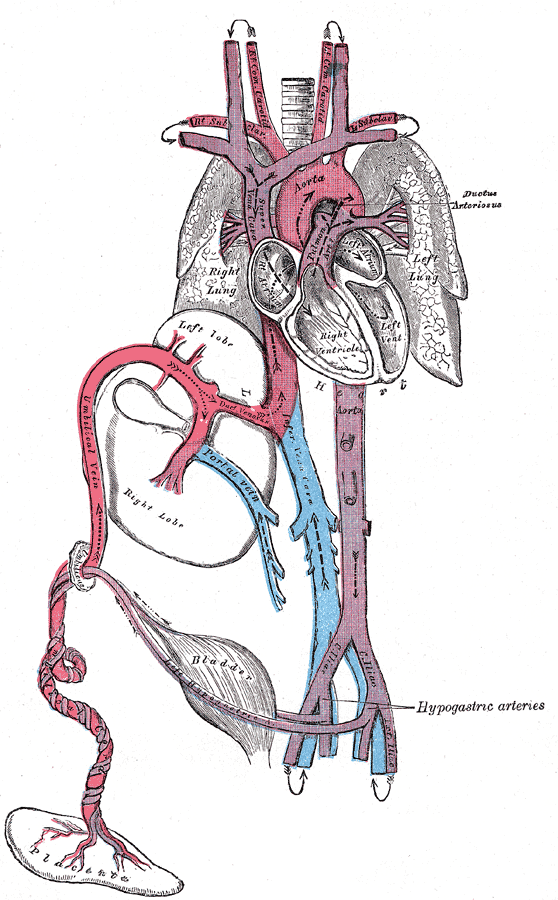
Foetale bloedcirculatie; de navelstrengader is het grote, rood gekleurde bloedvat helemaal links. De navelstrengslagaders zijn paars gekleurd en wikkelen zich om de navelstrengader.

De navelstrengader (vena umbilicalis) is een ader die aanwezig is tijdens de embryonale ontwikkeling van de foetus en die zuurstofrijk en voedingsrijk bloed van de placenta naar de groeiende foetus transporteert. Het zuurstof- en voedingsstofrijke bloed van de placenta loopt via de ongepaarde navelstrengader en de ductus venosus (en deels via de linker lverpoortader) naar de onderste holle ader (vena cava inferior) en komt uiteindelijk in het rechteratrium van de foetus. De navelstrengader wordt aanvankelijk als een paar aangemaakt. De rechter navelstrengader verdwijnt echter al vroeg, zodat alleen de linker (sinistrale navelstrengader) de functie overneemt.
De navelstrengader biedt gemakkelijke toegang tot de centrale circulatie van een pasgeborene voor het herstellen van het bloedvolume en voor het toedienen van glucose en medicijnen.
De bloeddruk in de navelstrengader is ongeveer 20 mmHg.
Sluiting van de navelstrengader vindt meestal plaats nadat de navelstrengslagaders zijn gesloten. Dit verlengt de communicatie tussen de placenta en het foetale hart, waardoor een soort autotransfusie van het resterende bloed van de placenta naar de foetus mogelijk is. Binnen een week na de geboorte sluit de navelstrengader en gaat over in een vezelige streng die het ronde ligament van de lever wordt genoemd (ook wel ligamentum teres hepatis genoemd). Het strekt zich uit van de navel tot de transversale fissuur, waar het samenkomt met het ligamentum falciforme van de lever en segment vier scheidt van segment twee en drie van de linker leverkwab.
In de eerste levensdagen is de navelstrengader echter een mogelijke route voor oplopende navelstrenginfecties met de vorming van leverabcessen. Bij portale hypertensie (verhoogde bloeddruk in de leverpoortader) kan de gesloten ader weer opengaan en leiden tot het ziektebeeld van caput medusae (spataderachtige verwijde aderen rond de navel).

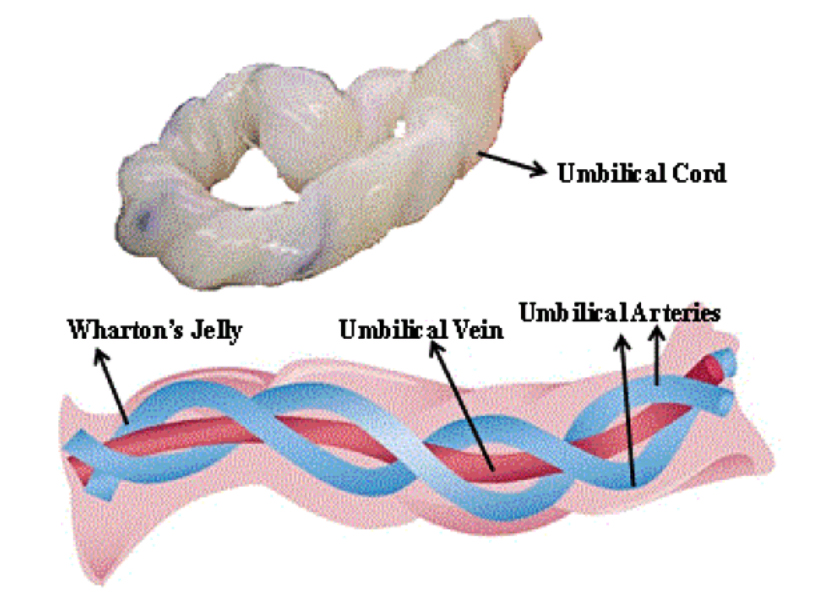
Navelstreng
Navelstreng
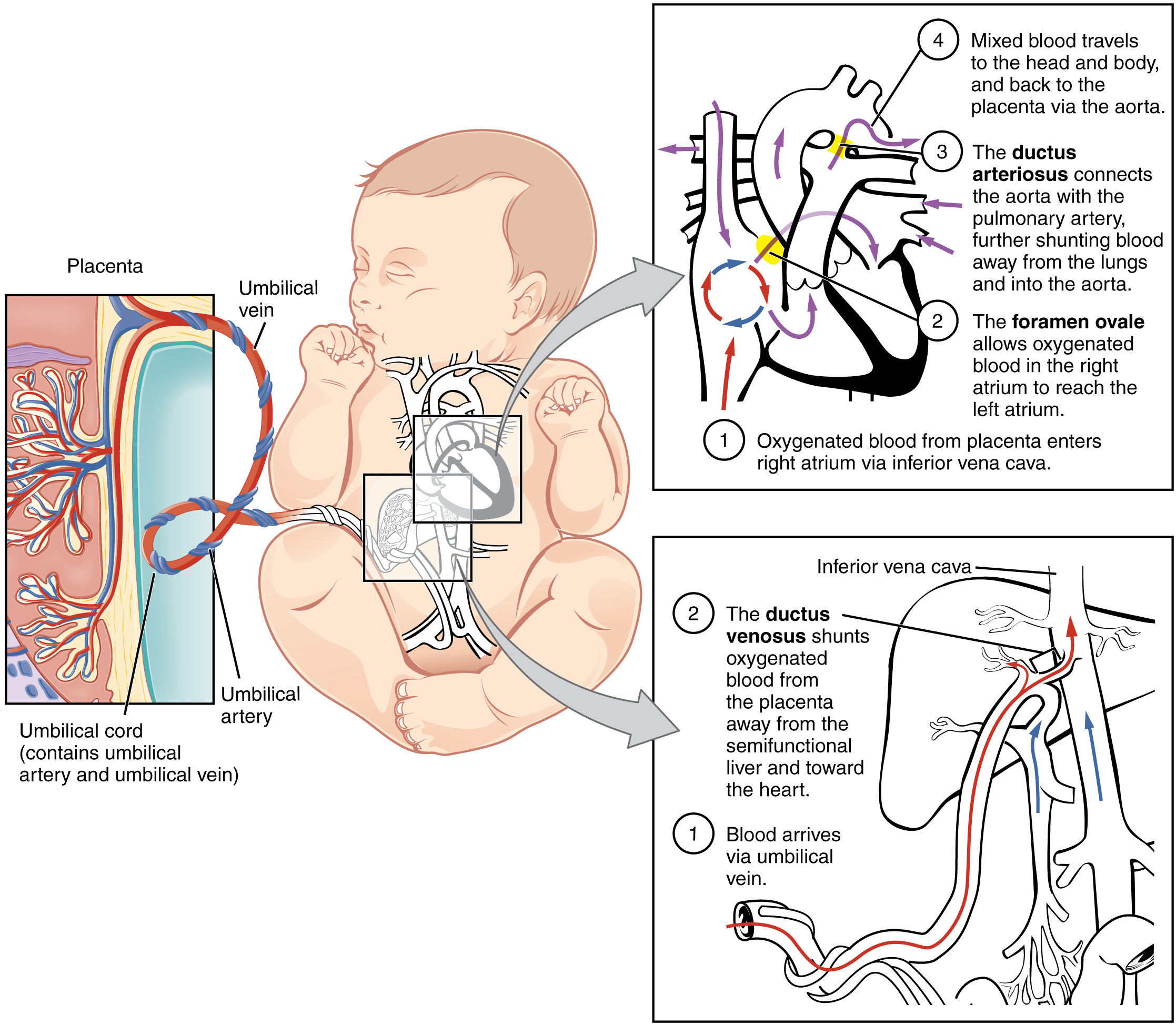
Foetale bloedsomloop